# 큐나드 라인

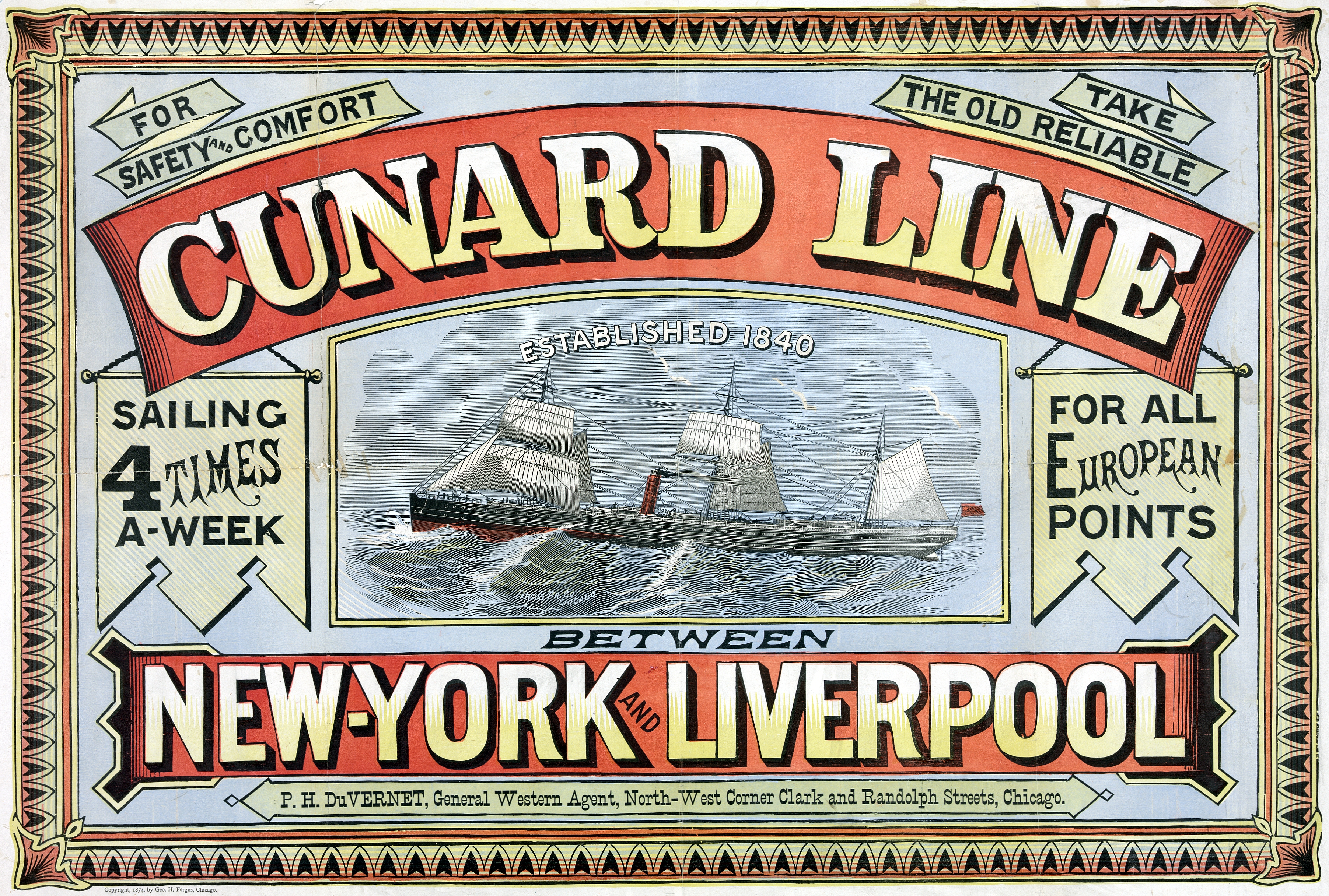

큐나드 라인(영어: Cunard Line)은 카니발 코퍼레이션 산하의 영국의 해운 회사이다. P&O와 함께 오랫동안 영국의 국책 항공사였다.

## 명명 규칙
큐나드 라인의 선박은 "ia"로 끝나는 지명을 선명하는 것을 전통으로 했다. 그러나 RMS 루시타니아를 배상 선박으로 독일에서 전달된 베렌가리아 호가 인명을 딴 것으로 원칙이 무너지기 시작해 1936년에 등장한 RMS 퀸 메리에 따라 플래그 십에만 시작 부분에 퀸(Queen)을 붙이는 새로운 규칙이 더해졌다.